# عمار بوز
عمار بوز (به بنگالی: অমোর বসু) (زاده ۲ نوامبر ۱۹۲۹ - درگذشته ۱۲ ژوئیه ۲۰۱۳) کارآفرین، سرمایه دار و مدیر ارشد اجرایی آمریکایی بنگالی‌تبار بود، که در سال ۱۹۶۴ شرکت تجهیزات صوتی بوز را تأسیس نمود. وی در سال ۲۰۰۷ با دارایی ۱٫۸ میلیارد دلار، در فهرست فوربز ۴۰۰ در رتبه ۲۷۱ از ثروتمندترین افراد جهان قرار گرفت.
از مهم‌ترین دستاوردهای وی می‌توان به توسعه و تجاری سازی فناوری کنترل نویز فعال در هدفون‌ها اشاره نمود.
در یک پرواز طولانی در سال ۱۹۷۸ میلادی، در حالی که بوز داشت از هدفونی که توسط خط هوایی که با آن پرواز می‌کرد را استفاده می‌کرد از صدای زیاد هواپیما آزار می‌دید. در طول این پرواز از اروپا به ایالات متحده بود که وی برای اولین بار ایده‌ی  ساخت هدفون‌هایی با فناوری حذف نویز در ذهنش شکل گرفت و پس از حدود ۸ سال تلاش و صرف میلیون‌ها دلار موفق به تجاری سازی این فناوری در هدفون‌های برند بوز گردید.